# Worms Forts: Under Siege
Worms Forts: Under Siege é um jogo de artilharia que faz parte da série Worms. Ele foi desenvolvido pela Team 17. Semelhante à maioria dos jogos mais recentes da série, o jogo é tridimensional e traz novas características à série, como edifícios. Enquanto que o método principal de se obter a vitória é derrotar o time adversário, um método alternativo é destruir a fortaleza adversária, o edifício mais importante no jogo.